# Mettersdorf am Saßbach
Mettersdorf am Saßbach là một đô thị thuộc huyện Radkersburg thuộc bang Steiermark, nước Áo. Đô thị Mettersdorf am Saßbach có diện tích 22,72 km², dân số thời điểm cuối năm 2005 là 1343 người.